# شيلي إي. تايلور
شيلي إليزابيث تايلور (بالإنجليزية: Shelley E. Taylor)‏ (مواليد عام 1946) هي أستاذة بارزة في علم النفس في جامعة كاليفورنيا في لوس أنجلوس. حصلت على الدكتوراه من جامعة ييل، وكانت سابقًا في هيئة التدريس في جامعة هارفارد. ولأنها مؤلفة غزيرة الإنتاج للكتب والمقالات العلمية، كانت تايلور منذ فترة طويلة شخصية بارزة في مجالين فرعيين يتعلقان بمجال تخصصها الأساسي في علم النفس الاجتماعي، وهما: الإدراك الاجتماعي وعلم النفس الصحي. تشمل كتبها: الغريزة الميّالة، والإدراك الاجتماعي، وهذا الأخير مؤلف بمشاركة من سوزان فيسك وشيلي تايلور.
تشمل جوائز تايلور المهنية جائزة المساهمة العلمية المتميزة من الجمعية الأمريكية لعلم النفس (1996)، وجائزة زمالة ويليام جيمس من جمعية العلوم النفسية (2001)، وجائزة إنجاز العمر المقدمة من الجمعية الأمريكية لعلم النفس، والتي تلقتها في أغسطس 2010. عُينّت تايلور عضوًا في أكاديمية الولايات المتحدة الوطنية للعلوم في عام 2009. وانتُخبت في الجمعية الأمريكية للفلسفة في عام 2018.

## بداية حياتها
ولدت شيلي تايلور في عام 1946 في قرية ماونت كيسكو الصغيرة في نيويورك. كانت الطفلة الوحيدة لوالدها، وهو مدرس تاريخ، ووالدتها، وهي عازفة بيانو سابقة لموسيقا البوب والجاز وأصبحت مدرسّة بيانو. قبل أن يصبح والدها مدرسًا للتاريخ، كان ممرضًا نفسيًا. خلال الحرب العالمية الثانية، كان غير مؤهل للخدمة بسبب مرض شلل الأطفال، لذلك تطوع مع جمعية الأصدقاء الدينية وبنى أول مستشفى للأمراض العقلية في إريتريا. نشأت تايلور في تشاباكوا شمال مدينة نيويورك بالقرب من حدود كونيتيكت، والتي تبعد ساعة واحدة عن نيويورك. التحقت تايلور بمدرسة هوريس غريلي الثانوية في تشاباكوا. أثناء وجودها في المدرسة الثانوية، حصلت إحدى مدرّساتها لمادة التاريخ على منحة من المدرسة لدراسة علم النفس خلال فصل الصيف. وعندما بدأت السنة الدراسية التالية، درّست هذه المدرسة طلابها علم النفس بدلًا من التاريخ، فكان ذلك تجربة مغيرة لحياة تايلور وللعديد من زملائها في الفصل.

## الجامعة
بدأت تايلور الدراسة في كلية كونيتيكت عام 1964. التحقت بصفوف التاريخ وعلم النفس ولكنها كانت تميل أكثر نحو التاريخ. ولكن مدرّسها في صف علم النفس التمهيدي أخبرها أن أداءها في الفصل يشير إلى أنها يجب أن تتابع في دراسة علم النفس. عندما اعترضت، قال لها «ستكونين مؤرخةً سيئة». بعد ذلك اللقاء، تابعت تايلور تخصصها في علم النفس. أرادت في الأصل أن تصبح معالجة نفسية سريرية، ولكن بعد قضاء إحدى عطل صيف مع برنامج «المتطوعون لخدمة أمريكا» حيث عملت في الغالب مع مرضى الفصام كبار السن والمثقلين بالأدوية، لم تشعر بأن ذلك كان مرضيًا وقررت إجراء البحوث. درست تجربتها الأولى تقييمات النساء للنساء الأخريات اللواتي اخترن مزاولة المهن بدلاً من القيام بأدوار أسرية تقليدية. مع سارة كيسلر كمستشارة لها، كانت تايلور مهتمةً بالالتحاق بكلية الدراسات العليا إما في جامعة روتشستر للعمل مع إيلين والستر أو في جامعة ييل للعمل مع ديفيد ميتي. ووقع قرارها في نهاية المطاف على ييل.

## كلية الدراسات العليا في جامعة ييل
في جامعة ييل، عملت تايلور لفترة قصيرة مع ميتي لكن اهتماماتهما وشخصياتهما لم تتوافق. أرادت العمل مع ريتشارد نيسبت لكن مختبره كان ممتلئًا. أجرت في نهاية الأمر بحث أطروحتها عن نظرية العزو مع جون ماكونهاي. ركزت أطروحتها على نظرية التصور الذاتي لداريل بيم وتناولت ما إذا كان الناس يستنتجون تصرفاتهم من سلوكهم أم لا. ووجدت أن التغذية الراجعة الخاطئة عن سلوك الفرد مقبولة كأساس لتصرفات الفرد إذا كانت تتوافق مع التصرفات الموجودة مسبقًا.
أثناء وجودها في جامعة ييل، قابلت العديد من الأشخاص الآخرين الذين سيكونون رائدين في علم النفس في المستقبل، مثل مارك زانا، ومايكل ستورمز، وإلين لانغر، وكارول دويك، وجيمس كتنغ، وهنري روديجر، وروبرت كراوت. كان كينيث كينستون، وهو طبيب نفسي في كلية ييل للطب، شخصًا مهمًا للغاية في مهنة تايلور الأكاديمية. كان عادةً لا يعمل مع طلاب الدراسات العليا في علم النفس، ولكن بعد بعض الإقناع، درّس تايلور وبعض الطلاب الآخرين حول استخدام المقابلات كأداة لتوليد واختبار الفرضيات.
تأثرت تايلور أيضًا بالحركة النسائية في الستينيات. والتحقت بحركة «نيو هيفن» لتحرير النساء وساعدت في تنظيم المظاهرات والاعتصامات والاحتجاجات والمؤتمرات. قُبض عليها ذات مرة لاقتحامها نادي موري، وهو ناد في جامعة ييل كان مفتوحًا في الأصل للرجال فقط. في غضون أشهر، تغيرت السياسة وسُمح للنساء بدخوله. حصلت على الدكتوراه في علم النفس الاجتماعي من جامعة ييل في عام 1972. أثناء وجودها في جامعة ييل، التقت تايلور أيضًا بزوجها المستقبلي، المعماري ميرفين فيرنانديز. بعد ييل، حصلت على منصب في جامعة هارفارد.

## جامعة هارفارد
بعد ييل، انتقلت تايلور وزوجها إلى كامبريدج وعملت في قسم علم النفس والعلاقات الاجتماعية في جامعة هارفارد. في هذا الوقت، أصبحت مهتمة جدًا بالإدراك الاجتماعي واستندت بشدة إلى نظرية العزو. كانت تايلور من أوائل مَن طبقوا العمل المتقدم الذي قام به دانييل كانيمان وآموس تفرسكي على الاستدلال والتحيزات في مجال علم النفس الاجتماعي (تايلور، 1982).

### الإدراك الاجتماعي
بالاشتراك مع طالبة جامعية باسم سوزان فيسك في جامعة هارفارد، بدأت تايلور برنامجًا بحثيًا عن المكانة البارزة والتأثيرات التي تملكها على استنتاجات الأشخاص. في مقال شهير، وجدت تايلور وفيسك أن «وجهة النظر تؤثر على تصورات السببية، بحيث يُنظر إلى الشخص الذي يغمر مجالك البصري على أنه أكثر تأثيرًا في موقف... يؤدي تخيّل الأحداث من منظور شخصية معينة إلى الاستدلال المتعاطف واستذكار المعلومات التي من الأفضل تعلمها من وجهات نظر ذلك الشخص». أجرت تايلور عملًا آخر في المكانة البارزة فيما يتعلق بالقوالب النمطية والتحيزات المعرفية. على سبيل المثال، وجدت أنه إذا كان شخص ما في مجالك عضوًا رمزيًا أو منفردًا في مجموعة، فمن الأرجح أن يُنظر إليه في دور نمطي أكثر مما لو كان عضوًا في مجموعة الأغلبية وكانت هويته أبرز. على سبيل المثال، عندما راقب الناس مجموعة مناقشة مؤلفة من الرجال والنساء، نظّم المشاهدون ذكرياتهم حول الجندر، فعندما كان من الممكن أن يخطئ المراقبون وينسبون تعليق شخص إلى شخص آخر، كان عادةً ما يحدث خلط تعليق امرأة مع امرأة أخرى أو خلط تعليق رجل مع رجل آخر (تايلور، 1981).
قدمت تايلور أيضًا مساهمات في الإدراك الاجتماعي من خلال عملها «ظواهر قمة الرأس» (تايلور& فيسك، 1978). تنص ظواهر قمة الرأس على أنه «كلما كان الفاعل أكثر وضوحًا وبروزًا، سيزداد عزو المراقِب بالسببية له بدلاً من الجهات الفاعلة الأخرى الأقل بروزًا». على سبيل المثال، في حالة وجود قائد واضح، تركز الجهات الفاعلة الأخرى على القائد ويُنظر إلى القائد على أنه سبب الحدث بدلاً من الأحداث الخارجية أو الجهات الفاعلة الأخرى، حتى عندما لا يكون ذلك صحيحًا. من المفترض أن البشر يركزون في الغالب على بروز شخص ما لإصدار أحكام مبكرة بدلاً من الفهم الحقيق لحالة معينة (غوثالز وآخرون، 2004، ص.59).
في عام 1984، شاركت تايلور في تأليف كتاب بعنوان «الإدراك الاجتماعي» مع تلميذتها السابقة سوزان فيسك. أصبح هذا الكتاب أساسيًا في تحديد نطاق وطموح مجال الإدراك الاجتماعي الناشئ. نُشرت طبعة ثانية في عام 1991، وظهرت سلسلة من الأنواع تحت عنوان الإدراك الاجتماعي: من العقول إلى الثقافة في عام 2007. وأجرت تايلور أيضًا أبحاثًا حول عمليات المقارنة الاجتماعية وواصلت إجراء البحوث حول الإدراك الاجتماعي ونشرها خلال التسعينيات وفترة الألفية الثالثة.